# Mount Vernon (Georgia)
Mount Vernon is een plaats (city) in de Amerikaanse staat Georgia, en valt bestuurlijk gezien onder Montgomery County.

## Demografie
Bij de volkstelling in 2000 werd het aantal inwoners vastgesteld op 2082.
In 2006 is het aantal inwoners door het United States Census Bureau geschat op 2198, een stijging van 116 (5,6%).

## Geografie
Volgens het United States Census Bureau beslaat de plaats een oppervlakte van
10,7 km², geheel bestaande uit land. Mount Vernon ligt op ongeveer 88 m boven zeeniveau.

## Plaatsen in de nabije omgeving
De onderstaande figuur toont nabijgelegen plaatsen in een straal van 20 km rond Mount Vernon.